# Färgord

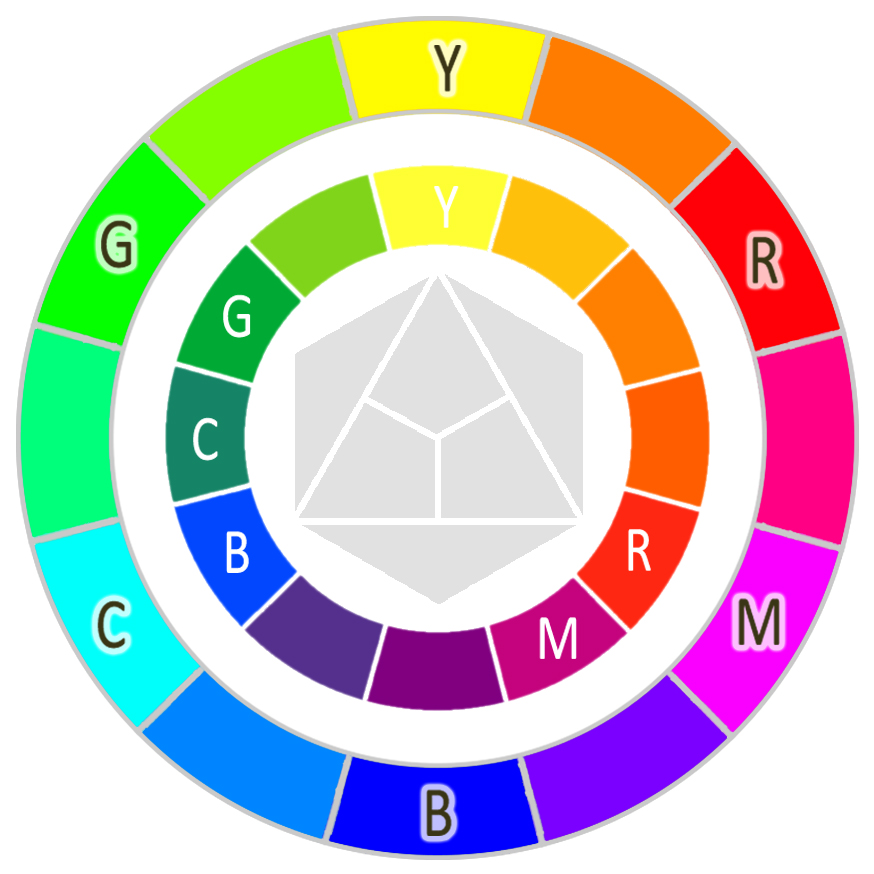
Samma färger kan han olika färgord.

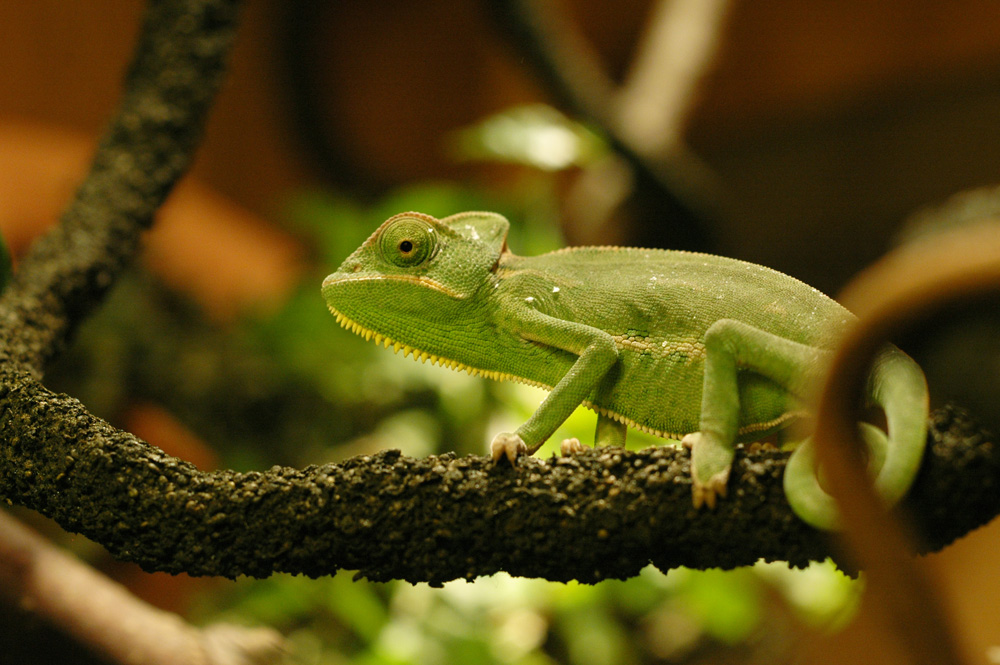
Kameleont – vilken färg har den egentligen?

Färgord är de olika sätt som man i språket benämner färger på, i betydelsen kulörer. Det kan exempelvis innebära vardagliga färgord, pigmentnamn och hänvisningar till definitioner i specifika färgsystem.  

## Vardagliga färgord
I vardagslivet använder vi grundläggande färgord som röd, blå eller grå, och inom varje kultur är alla människor med icke-defekt färgseende ungefär överens om vad orden betyder. De betecknar inte en specifik färg - det finns till exempel många färger som är röda - utan ett färgområde eller färgkluster där alla färger kan benämnas med samma ord.
Att vi är ungefär överens betyder inte att vi är helt överens, och i utkanten av det aktuella färgområdet (till exempel mellan röd och rosa) kan det finnas stor oenighet utan att någon har rätt eller fel. Ännu större tveksamhet finns kring ord som till exempel turkos eller orange. Vi kan vara helt överens om att den ena ligger mellan grönt och blått och den andra mellan gult och rött, men vi är oeniga om ifall en viss färg ska kallas turkos eller ej, och om vilken orange färg som är mest typisk.

## Pigmentnamn som färgord
Ett sätt att benämna färger utgår från kända pigment eller färgämnen. Detta ger dock ingenting entydigt att luta sig mot, eftersom ett och samma pigmentnamn (t.ex. florentinerlack eller kromgrönt) kan användas för olika substanser och eftersom åtskilliga pigment varierar i både kvalitet och sammansättning. Detta gäller speciellt jordfärger och de färglacker som görs av växt- eller djursubstanser. Innan den normalfärgsserie som introducerades i början av 1900-talet fanns det heller ingen samstämmighet i hur pigmentnamnen användes, exempelvis kunde caput mortuum användas synonymt med engelskt rött, fastän de idag ses som olika pigment. Den färdiga färgen beror dessutom inte bara på pigmentet utan också på hur det används. Ett exempel är att ultramarinblått pigment kan ge färger från klarblått till blåsvart, beroende på färgmaterialets bindemedel.

## Benämningar i färgsystem
När en färg behöver specificeras noggrant räcker varken pigmentnamnen eller de vardagliga färgorden till. En möjlighet är då att använda ett färgsystem och dess beteckningar. Det finns flera olika system, som är konstruerade utifrån olika utgångspunkter. Med hjälp av NCS - Det naturliga färgsystemet - kan varje färg ges en kod som anger dess visuella likhet med sex elementarfärger (gult, rött, blått, grönt, vitt och svart), som alla saknar visuell likhet med varandra. RGB-systemet utgår i stället från additiv färgblandning av rött, grönt och blått ljus. 
HTML-färgkartan definierar ett urval färger för användning på webben, med koder och engelskspråkiga färgord. Dessa ord är användbara för att ange den specifika webbfärgen, men ska inte tolkas som en norm för vad färgerna ska kallas i andra sammanhang. Exempelvis finns det av naturliga skäl bara en HTML-färg som kallas Red, medan ordet röd i verkliga livet betecknar ett stort färgområde.

## Spektralfärger
De färger man ser i regnbågen brukar kallas rött—orange—gult—grönt—blått—indigo—violett. En regnbåge - eller ett spektrum - innehåller dock inga bestämda färgfält utan en kontinuerlig övergång mellan färgerna, och att man räknar upp just sju färger beror på att Isaac Newton valde detta när han hade lyckats bryta en ljusstråle och se de spektralfärger som gavs av ljusets olika våglängder. I den situationen kan varje färg definieras exakt genom att ljusstrålningens frekvens, alternativt våglängd anges. Sådant monokromatiskt ljus, alltså ljus med bara en våglängd, förekommer bara i mycket speciella situationer, och de färger vi ser omkring oss kan inte definieras på samma sätt som spektralfärgerna.

## Olika namn i olika sammanhang

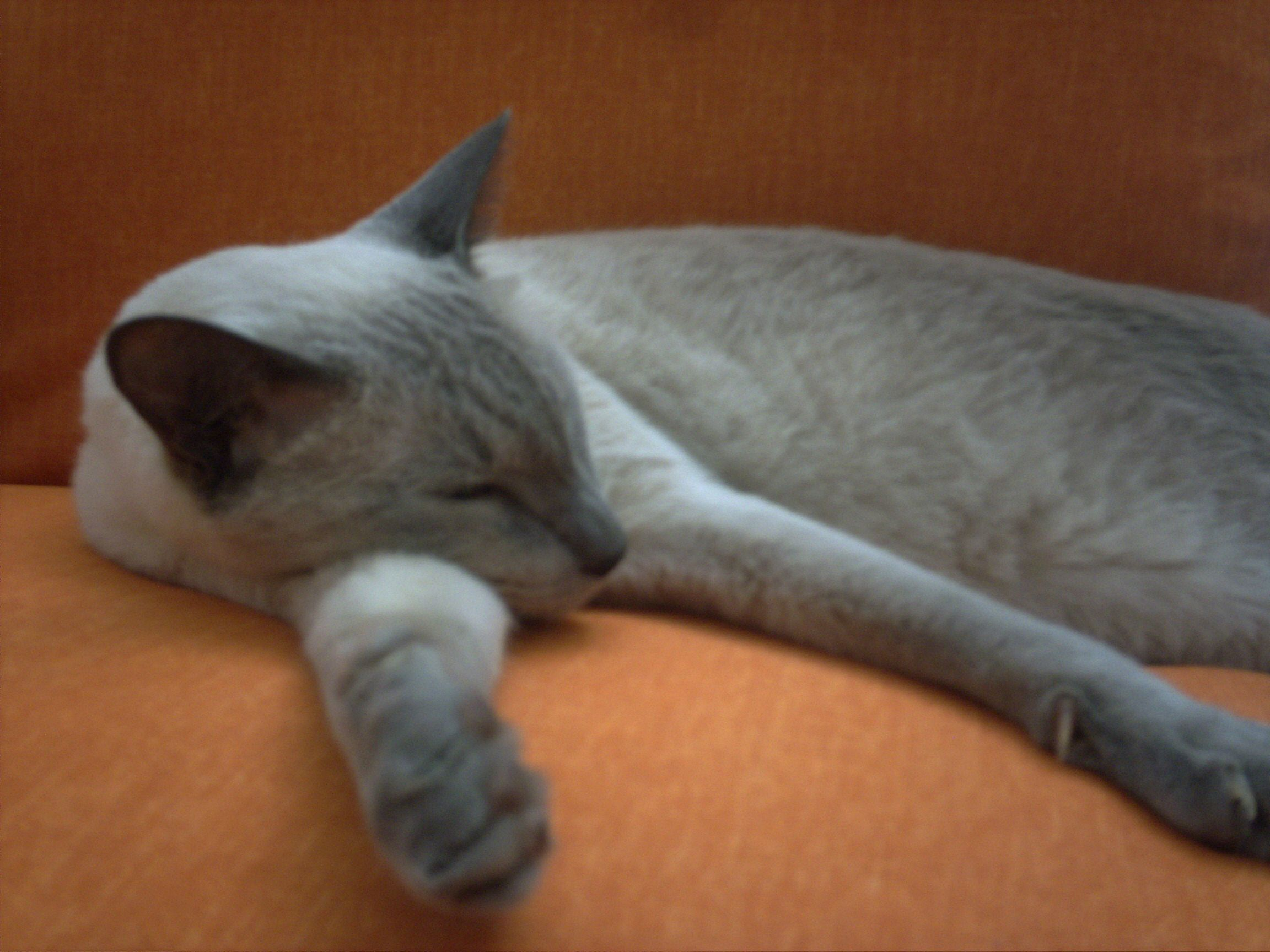
Katt av rasen "Russian Blue"

Ett och samma färgord kan syfta på tydligt olika färger beroende på sammanhanget, och ett och samma färgintryck kan benämnas med helt olika ord. Exempelvis kan den som sysslar med kattuppfödning tala om blå katter, men dessa katters färg skulle inte kallas för blå om den inte satt på just katterna. Motsvarande gäller röd hårfärg och de ord som används för olika hudfärger. Det kan också finnas dialektala skillnader, och när det gäller översättning mellan olika språk måste man vara mycket försiktig. Exempelvis syftar det engelska ordet purple vanligtvis på en färg som är mer blåaktig än det svenska ordet purpur.  

## Bakgrund till färgnamn
Orden för färger har ofta sin bakgrund i faktiska företeelser eller egenskaper. Exempelvis är ordet grön en avledning av stammen i gro (växa), alltså ”med gräsfärg”, liksom det med samma n-suffix bildade brun har innebörden ”med brandfärg”. Det vi idag kallar lila eller violett sågs tidigare som en brun nyans i svenskan. Erik Axel Karlfeldt betecknar en kväll som violbrun i dikten Vinterorgel, växten med namnet brunört kallar vi idag för lila, och orkidén brunkulla kan snarast kallas djupt mörkröd.

## Färgord i olika språk
Färger övergår i varandra i en kontinuerlig skala, det vill säga det finns inte en tydlig gräns till exempel mellan blått och grönt. Olika användare av ett språk kan därför dra gränserna på olika sätt, och likaså kan gränserna dras på olika sätt i olika språk. Ett exempel ges av följande jämförelse mellan svenska och kymriska:[källa behövs]
| Svenska | grön | blå | grå | brun |

| Kymriska | gwrydd | glas | llwyd |

Antalet färgord skiljer också mellan olika språk. Med grundläggande färgord brukar man avse termer som syftar direkt på en färgperception (till exempel röd eller grön) utan att samtidigt hänvisa till något känt föremål eller företeelse (till exempel hallonröd eller ärtgrön). Vissa språk har bara två grundläggande färgord (svart/vitt (mörk–kall/ljus–varm)). Om det finns ett tredje färgord brukar det vara rött och det fjärde brukar bli grönt–blått eller gult. Språk med fem grundläggande färgord brukar ha både grönt–blått och gult, och språk med sex ha en åtskillnad mellan grönt och blått. Exempel finns på språk med upp till elva grundläggande färgord (sedan finns obegränsade uppsättningar med nyansbeteckningar som tegelröd, avokadogrön och så vidare).
En extrem åt andra hållet är de som har den recessiva, normalt sällsynta, akromatopsi-genen som medför att man inte uppfattar några färgskillnader utan bara skillnader i ljushet, och därmed inte har behov av färgord (på ön Pingelap i Mikronesien är genen dock vanlig och 75 av de 250 invånarna har den, detta till följd av en tyfon som år 1775 dödade cirka 180 av de då cirka 200 invånarna och genen råkade vara vanlig bland överlevarna).[källa behövs]

### Grundläggande färgord
WALS, The World Atlas of Language Structures Online, redovisar antal grundläggande färgkategorier i 119 språk. Av dessa har 20 språk 3–4 grundläggande färgord och ungefär lika många har 9–11.
Två av språken har inga ord för blått eller grönt (”kalla färger”) medan tre språk inte har ord för rött eller gult (”varma färger”). Murrinh-pata och kuku-yalanji, som talas i norra Australien, är med i båda grupperna, i den sista även waorani som talas i Ecuador.
Det är långt mera ovanligt att rött och gult betecknas med en gemensam samlingsterm än att grönt och blått gör det. Som tabellen nedan visar tar WALS upp fyra språk med en samlad beteckning för rödgul, medan den har 67 exempel på språk med en samlad beteckning för grönblå. Så vitt man vet finns inget språk som har skilda ord för grönt och blått men en samlad beteckning för rödgult.
De 20 språk i WALS urval som har endast 3–4 färgord finns så gott som alla i tropikerna (se karta http://wals.info/feature/133A#2/9.1/149.2) , exempelvis i Niger-Kongo-språk (som bété), afro-asiatiska språk (som lele), australiska språk (som murrinh-Pata) och arauan-språk (som culina). Alla de fem språk som WALS tar upp för Europa (engelska, franska, ryska, spanska och tyska) hänförs till gruppen med 11 grundläggande färgord, men i denna grupp återfinns också bland annat japanska, det austronesiska språket tboli och mayaspråket cakchiquel.
| Antal grundläggande färgkategorier | Antal språk (totalt) | Röd versus gul | Röd–gul | Gul/grön/blå versus röd | Ingen | Annan |
| ---------------------------------- | -------------------- | -------------- | ------- | ----------------------- | ----- | ----- |
| 3–4                                | 20                   | 4              | 3       | 2                       | 3     | 8     |
| 4,5–5,5                            | 26                   | 21             | 1       | 1                       | 0     | 3     |
| 6–6,5                              | 34                   | 33             | 0       | 0                       | 0     | 1     |
| 7–7,5                              | 14                   | 14             | 0       | 0                       | 0     | 0     |
| 8–8,5                              | 6                    | 6              | 0       | 0                       | 0     | 0     |
| 9–10                               | 8                    | 8              | 0       | 0                       | 0     | 0     |
| 11                                 | 11                   | 11             | 0       | 0                       | 0     | 0     |
| Summa                              | 119                  | 97             | 4       | 3                       | 3     | 12    |

| Antal grundläggande färgkategorier | Antal språk (totalt) | Grön versus blå | Grön–blå | Svart/grönblå | Svart/blå versus grön | Gul/grön | Gul/grön versus blå | Ingen | Annan |
| ---------------------------------- | -------------------- | --------------- | -------- | ------------- | --------------------- | -------- | ------------------- | ----- | ----- |
| 3–4                                | 20                   | 0               | 4        | 13            | 0                     | 1        | 0                   | 2     | 0     |
| 4,5–5,5                            | 26                   | 1               | 20       | 1             | 2                     | 1        | 1                   | 0     | 0     |
| 6–6,5                              | 34                   | 4               | 29       | 1             | 0                     | 0        | 0                   | 0     | 0     |
| 7–7,5                              | 14                   | 5               | 9        | 0             | 0                     | 0        | 0                   | 0     | 0     |
| 8–8,5                              | 6                    | 3               | 3        | 0             | 0                     | 0        | 0                   | 0     | 0     |
| 9–10                               | 8                    | 6               | 2        | 0             | 0                     | 0        | 0                   | 0     | 0     |
| 11                                 | 11                   | 11              | 0        | 0             | 0                     | 0        | 0                   | 0     | 0     |
| Summa                              | 119                  | 30              | 67       | 15            | 2                     | 2        | 1                   | 2     | 0     |